# Internationaler Tag des Bieres
Der Internationale Tag des Bieres (engl. International Beer Day) ist eine Veranstaltung, die von Jesse Avshalomov 2007 in Santa Cruz, Kalifornien ins Leben gerufen wurde. An offizielle Feier- und Gedenktage angelehnt, findet sie seit 2008 jährlich am ersten Freitag im August statt.
Der „Internationale Tag des Bieres“ ist in den USA ein geschütztes Warenzeichen, was den kommerziellen Charakter der Veranstaltung unterstreicht. Dieser haben sich immer mehr Institutionen der Bier- und Brauwirtschaft, des Gaststättengewerbes und der Getränkewirtschaft aus 207 Städten, 80 Ländern und sechs Kontinenten angeschlossen.

## Zielsetzung
Der Internationale Tag des Bieres hat seinen Gründern zufolge drei erklärte Zwecke:
1. Freunde treffen, um gemeinsam Bier zu genießen.
2. Die Verantwortlichen zu ehren, welche das Bier brauen und servieren.
3. Gemeinsam die Biere aller Nationen und Kulturen zu feiern und damit die Welt zu vereinen.[6]

## Entstehung und Verbreitung
Ins Leben gerufen wurde der Internationale Tag des Bieres 2007 von Jesse Avshalomov, Evan Hamilton, Aaron Araki, Richard Hernandez, Tyler Burton und Ryland Hale in den USA. Zum ersten Mal im August 2008 gefeiert, wurde er in den darauf folgenden Jahren zunehmend populärer. 2011 wurden 278 offizielle Veranstaltungen in 138 Städten und 23 Ländern gezählt, im Folgejahr bereits 353 offizielle Veranstaltungen in 207 Städten und 50 Ländern. 2013 wurden in zahlreichen Ländern der Welt fast 400 Veranstaltungen registriert, darunter auch in Deutschland.